# Bahnhof Ninomiya
Der Bahnhof Ninomiya (jap. 二宮駅, Ninomiya-eki) ist ein Bahnhof auf der japanischen Insel Honshū, betrieben von der Bahngesellschaft JR East. Er befindet sich in der Präfektur Kanagawa auf dem Gebiet der Stadt Ninomiya.

## Verbindungen
Ninomiya ist ein Zwischenbahnhof und früherer Anschlussbahnhof an der von JR East betriebenen Tōkaidō-Hauptlinie, einer der bedeutendsten Bahnstrecken Japans. Es herrscht ein reger Verkehr mit einer Vielzahl von Regional- und Eilzügen; während der Hauptverkehrszeit halten hier stündlich bis zu 13 Züge je Richtung. Hervorzuheben sind insbesondere die Commuter Rapid (通勤快速, Tsūkin Kaisoku) von Tokio nach Odawara und die Shōnan Liner (湘南ライナー, Shōnan Rainā). Zusätzlich verkehren einzelne Züge der Shōnan-Shinjuku-Linie über die nominelle Endstation Ōfuna hinaus nach Odawara. Die Busterminals auf dem nördlichen und südlichen Vorplatz werden von mehr als zwei Dutzend Linien der Gesellschaft Kanagawa Chūō Kōtsū und vom Stadtbus Ninomiya bedient.

## Anlage
Der Bahnhof steht am nördlichen Rand des Stadtzentrums und ist von Osten nach Westen ausgerichtet. Er besitzt vier Gleise, von denen zwei dem Personenverkehr dienen. Diese liegen an einem überdachten Mittelbahnsteig an der Südseite. Das Empfangsgebäude besitzt die Form eines Reiterbahnhofs, der das südliche Gleispaar überspannt. Daran schließt sich eine Fußgängerpassage über das nördliche Gleispaar an und ermöglicht eine durchgehende Verbindung über die gesamte Anlage hinweg. Auf dem südlichen Vorplatz steht seit 2011 eine Bronzestatue, welche eine Figur aus dem Kinderbuch Garasu no Usagi („Glaskaninchen“) darstellt.
Im Fiskaljahr 2017 nutzten täglich durchschnittlich 13.563 Fahrgäste den Bahnhof.

## Bilder

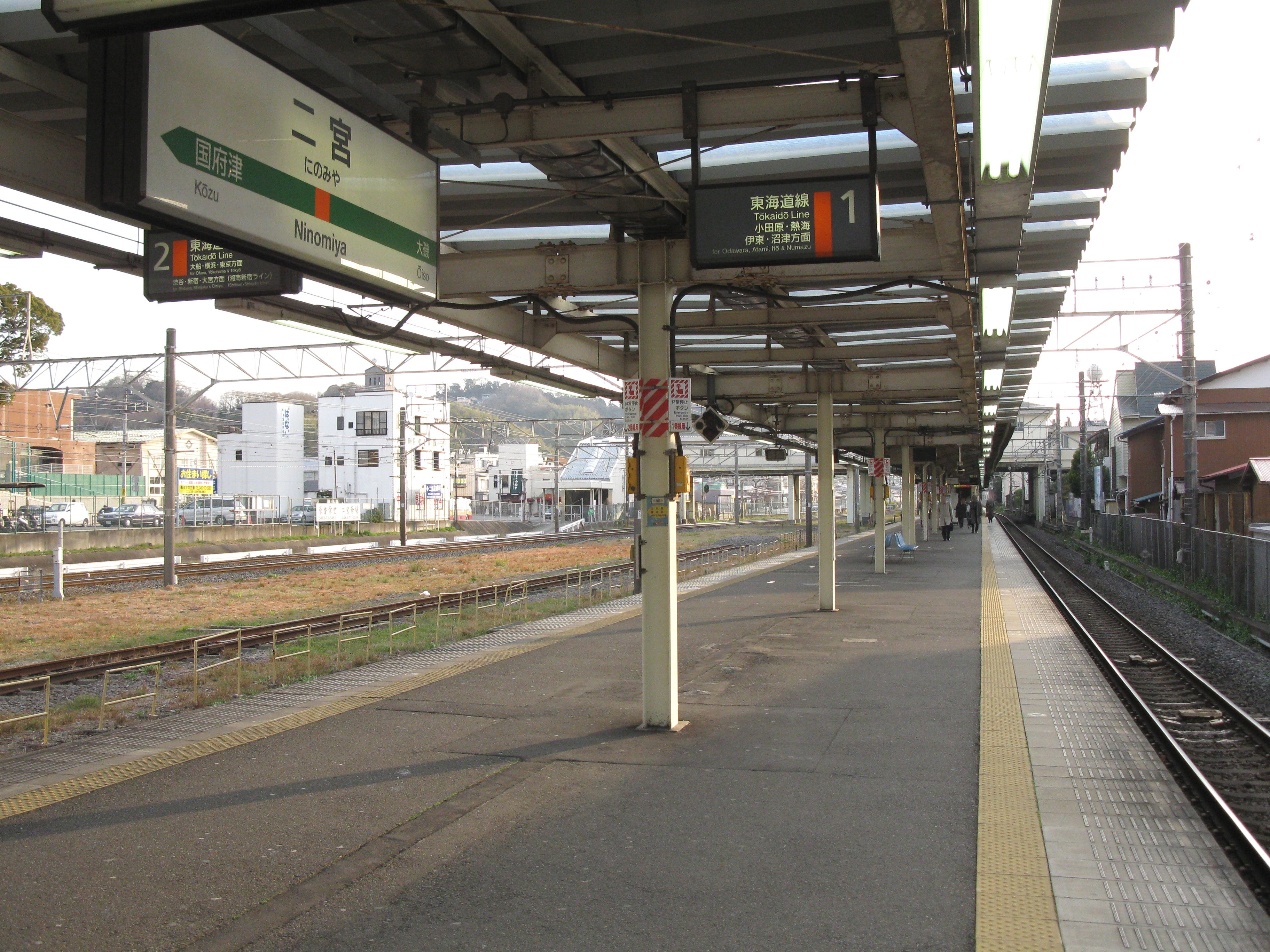
Blick auf den Bahnsteig
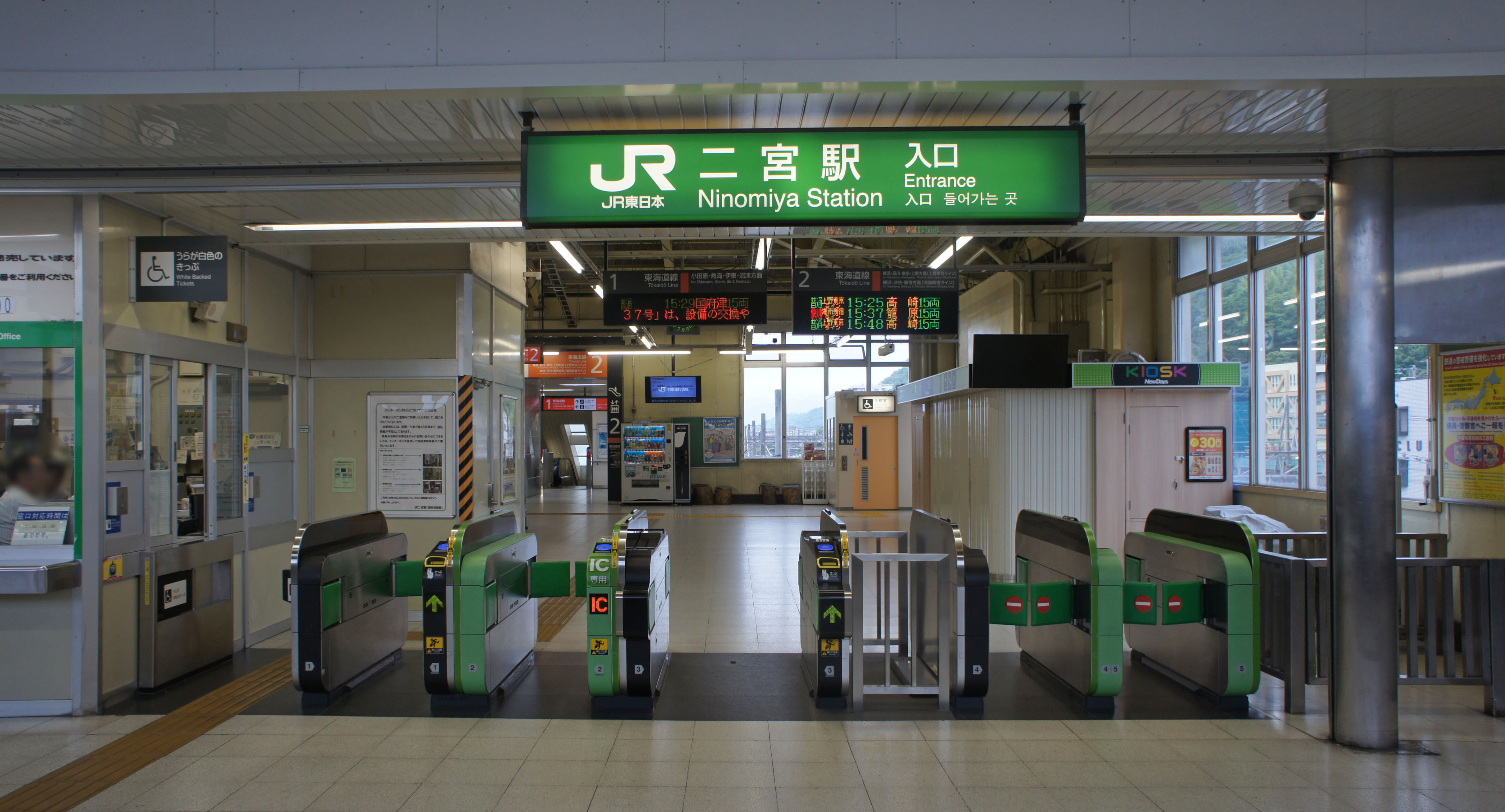
Bahnsteigsperren
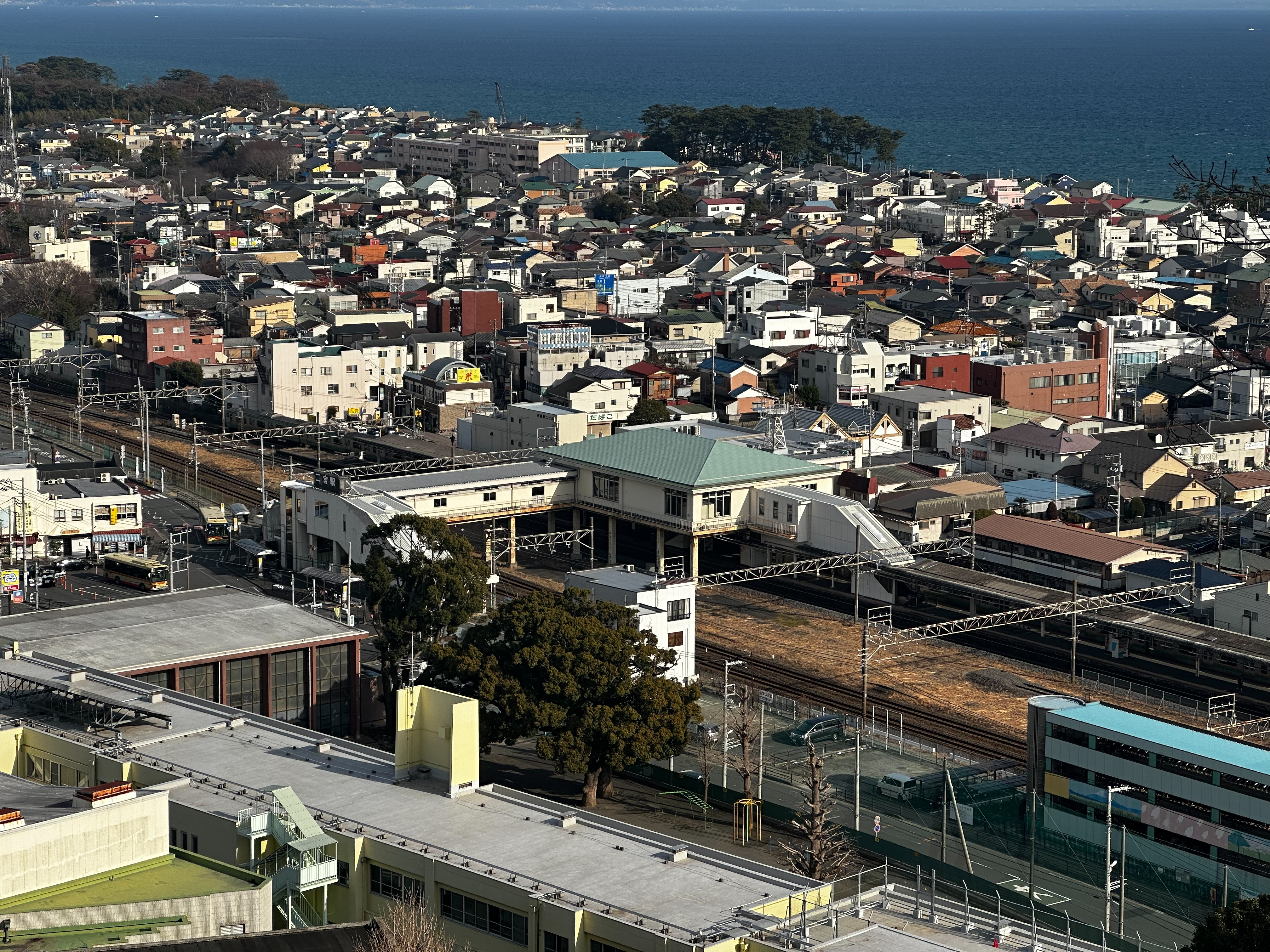
Luftansicht
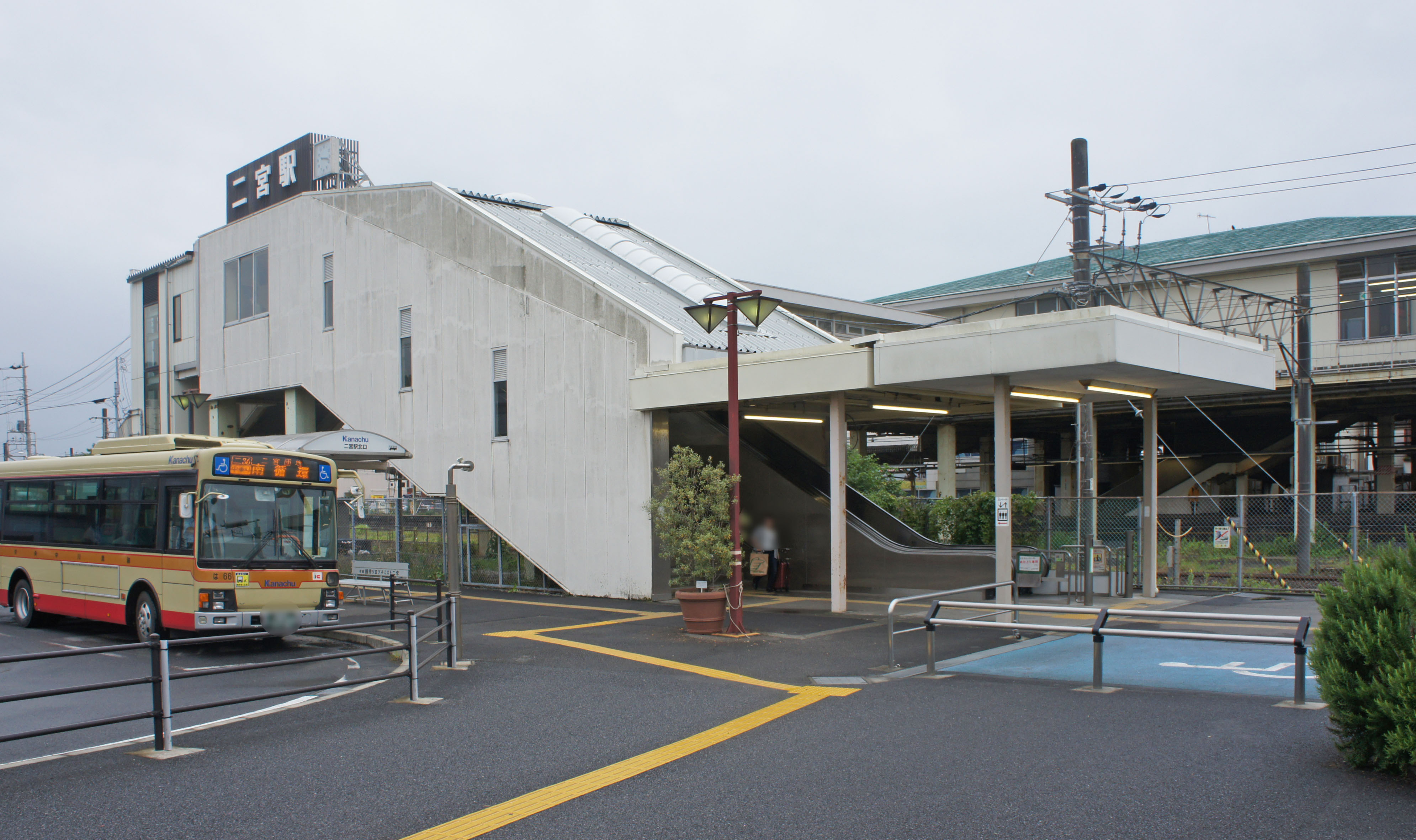
Nordausgang (Juni 2019)

## Linien
| Verlauf der Tōkaidō-Hauptlinie (Tokio–Atami) |
| --- |
| Tokyo • Shimbashi • Shinagawa • Kawasaki • Yokohama • Totsuka • Ōfuna • Fujisawa • Tsujidō • Chigasaki • Hiratsuka • Ōiso • Ninomiya • Kōzu • Kamonomiya • Odawara • Hayakawa • Nebukawa • Manazuru • Yugawara • Atami |

## Geschichte
Zwar hatte die staatliche Eisenbahnverwaltung das durch Ninomiya führende Teilstück der Tōkaidō-Hauptlinie bereits 1887 in Betrieb genommen, doch fuhren die Züge hier zunächst mehrere Jahre ohne Halt durch. Die Eröffnung des Bahnhofs erfolgte schließlich am 15. April 1902. Ab 1. August 1906 verkehrte die Shōnan-Straßenbahn von Ninomiya aus in die zehn Kilometer weiter nördlich gelegene Stadt Hadano. Aufgrund veränderter Verkehrsströme musste die Straßenbahn am 9. Oktober 1935 den Betrieb einstellen, die endgültige Stilllegung folgte am 25. August 1935.
Fünf Personen starben am 5. August 1945, als ein amerikanisches P-51-Jagdflugzeug den Bahnhof unter Beschuss nahm. Zu den Toten gehörte auch der Vater der späteren Kinderbuchautorin Toshiko Takagi, die das traumatische Erlebnis in ihrem 1979 erschienenen autobiografischen Werk Garasu no Usagi verarbeitete. Aus Kostengründen stellte die Japanische Staatsbahn am 25. September 1971 den Güterumschlag ein, am 15. März 1972 auch die Gepäckaufgabe. Im Rahmen der Staatsbahnprivatisierung ging der Bahnhof am 1. April 1987 in den Besitz der neuen Gesellschaft JR East über.